# Biopython
Biopython项目包含一系列用于计算生物学和生物信息学的非商业性Python工具，是一个国际性开发者协会所创建的开源软件集。 其中包含表示生物序列和序列注释的类，且能够读取和写入多种文件格式。它还允许通过编程访问在线的生物学数据库，例如美国国家生物技术信息中心（NCBI）数据库。单独模块还能使Biopython的功能扩展到序列比對、蛋白质结构、群体遗传学、系统发生学、序列基序和机器学习。Biopython项目意图减少计算生物学中的代码重复问题，并与相似项目一样以Bio为前缀命名。

## 历史
Biopython的开发始于1999年，并于2000年7月首次发布。同时期被开发的同类项目还有BioPerl、BioRuby和BioJava，这些项目的命名都体现了开发所使用的编程语言。该项目的早期开发人员包含Jeff Chang、Andrew Dalke和Brad Chapman，至今有100余人做出贡献。2007年时建立了类似的Python项目PyCogent。
Biopython最初可以访问、索引和处理生物序列文件，这也是其主要目标。在之后几年中，新增的其他模块使其功能也涵盖其他生物学领域（见主要特点和示例）。
1.77版本起，Biopython项目结束对Python 2的支持。 

## 设计
Biopython尽可能遵循Python语言的惯例，以便Python用户轻松使用。例如，Seq和SeqRecord对象可以通过切片进行操作，与Python的字符串和列表相似。其功能设计也与其他Bio*项目（如BioPerl）相似。
Biopython的每个功能区可读写常见的文件格式，并且许可证宽松，能与其他多数软件的许可证兼容，因此能在许多软件项目中使用Biopython。

## 主要特点和示例

### 序列
Biopython的一个核心概念是由Seq类表示的生物序列。Seq对象与Python字符串很相似：它支持Python切分符号，可与其他序列连接，并且不可变。此外，它有序列专用的方法，并能指定要使用的特定的生物字母表。
```
>>> 
# 该脚本创建 DNA 序列并执行一些典型的操作

>>> 
from
 
Bio.Seq
 
import
 
Seq

>>> 
dna_sequence
 
=
 
Seq
(
"AGGCTTCTCGTA"
,
 
IUPAC
.
unambiguous_dna
)

>>> 
dna_sequence

Seq('AGGCTTCTCGTA', IUPACUnambiguousDNA())

>>> 
dna_sequence
[
2
:
7
]

Seq('GCTTC', IUPACUnambiguousDNA())

>>> 
dna_sequence
.
reverse_complement
()

Seq('TACGAGAAGCCT', IUPACUnambiguousDNA())

>>> 
rna_sequence
 
=
 
dna_sequence
.
transcribe
()

>>> 
rna_sequence

Seq('AGGCUUCUCGUA', IUPACUnambiguousRNA())

>>> 
rna_sequence
.
translate
()

Seq('RLLV', IUPACProtein())

```

### 序列注释
SeqRecord类以SeqFeature对象的形式描述序列以及名称、描述和特征等信息。每个SeqFeature对象指定特征的类型及其位置。特征类型可以是“gene”、“CDS”（编码序列）、“repeat_region”、“mobile_element”或其他，特征在序列中的位置可以是精确的或近似的。
```
>>> 
# 该脚本从文件中加载带注释的序列并查看其部分内容。

>>> 
from
 
Bio
 
import
 
SeqIO

>>> 
seq_record
 
=
 
SeqIO
.
read
(
"pTC2.gb"
,
 
"genbank"
)

>>> 
seq_record
.
name

'NC_019375'

>>> 
seq_record
.
description

'Providencia stuartii plasmid pTC2, complete sequence.'

>>> 
seq_record
.
features
[
14
]

SeqFeature(FeatureLocation(ExactPosition(4516), ExactPosition(5336), strand=1), type='mobile_element')

>>> 
seq_record
.
seq

Seq("GGATTGAATATAACCGACGTGACTGTTACATTTAGGTGGCTAAACCCGTCAAGC...GCC", IUPACAmbiguousDNA())

```

### 输入输出
Biopython可以读写多种常见的序列格式，包括FASTA、FASTQ、GenBank、Clustal、PHYLIP和NEXUS。读取文件时，文件中的描述性信息会填充Biopython类的成员，例如SeqRecord，因此可以将某种文件格式的记录转换成其他格式。

超大的序列文件可能占满计算机的内存资源，因此Biopython提供了多种选项来访问大型文件中的记录。文件可以完全加载到Python数据结构（例如列表或字典）的内存中，以占用内存为代价提供快速访问。也可以按需从磁盘读取文件，这样访问性能较差，但内存用量较低。
```
>>> 
# 该脚本加载一个包含多个序列的文件，并以不同的格式保存每个序列。

>>> 
from
 
Bio
 
import
 
SeqIO

>>> 
genomes
 
=
 
SeqIO
.
parse
(
"salmonella.gb"
,
 
"genbank"
)

>>> 
for
 
genome
 
in
 
genomes
:

... 
    
SeqIO
.
write
(
genome
,
 
genome
.
id
 
+
 
".fasta"
,
 
"fasta"
)

```

### 访问在线数据库
Biopython用户可以通过Bio.Entrez模块从NCBI数据库下载生物学数据。Entrez搜索引擎提供的各项功能都可通过该模块的功能实现，包括搜索、数据记录下载。
```
>>> 
# 该脚本从 NCBI 核苷酸数据库下载基因组并将其保存在 FASTA 文件中。

>>> 
from
 
Bio
 
import
 
Entrez

>>> 
from
 
Bio
 
import
 
SeqIO

>>> 
output_file
 
=
 
open
(
"all_records.fasta"
,
 
"w"
)

>>> 
Entrez
.
email
 
=
 
"my_email@example.com"

>>> 
records_to_download
 
=
 
[
"FO834906.1"
,
 
"FO203501.1"
]

>>> 
for
 
record_id
 
in
 
records_to_download
:

... 
    
handle
 
=
 
Entrez
.
efetch
(
db
=
"nucleotide"
,
 
id
=
record_id
,
 
rettype
=
"gb"
)

... 
    
seqRecord
 
=
 
SeqIO
.
read
(
handle
,
 
format
=
"gb"
)

... 
    
handle
.
close
()

... 
    
output_file
.
write
(
seqRecord
.
format
(
"fasta"
))

```

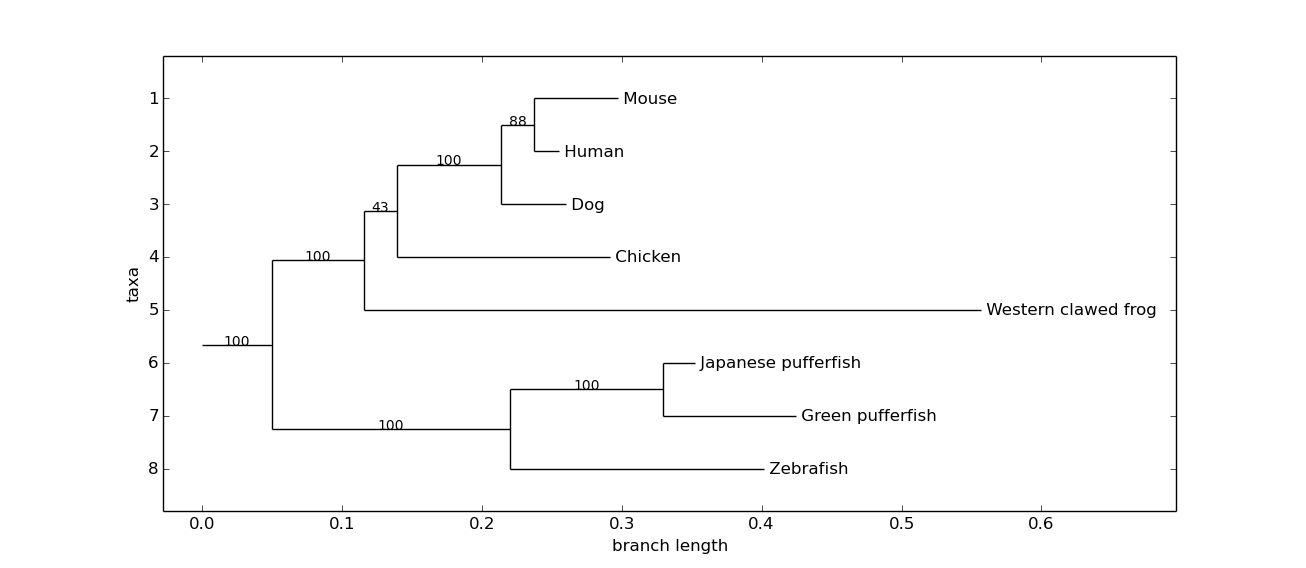
图1：Bio创建的有根系统发育树。Phylo显示不同生物体Apaf-1同源物之间的关系

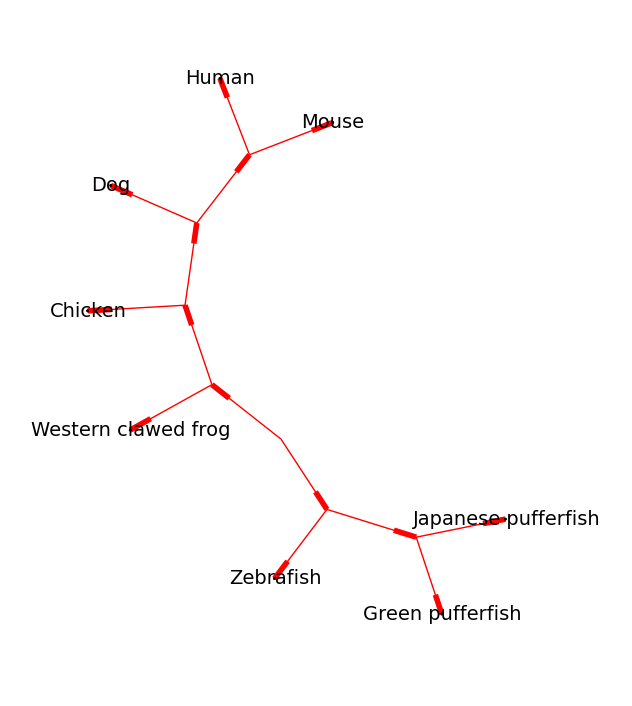
图2：与上面相同的树，使用Graphviz via Bio.Phylo绘制的无根树。

Bio.Phylo模块提供了用于处理和可视化系統發生樹的工具，且支持多种文件格式的读写，包括Newick、Nexus和phyloXML。通过Tree和Clade对象支持常见的树操作和遍历。示例包括转换和整理树文件、从树中提取子集、更改树的根以及分析分支特征（例如长度或分数）。
有根树可以用ASCII或使用matplotlib绘制（见图1），且Graphviz库可用于创建无根布局（见图2）。

### 基因组图

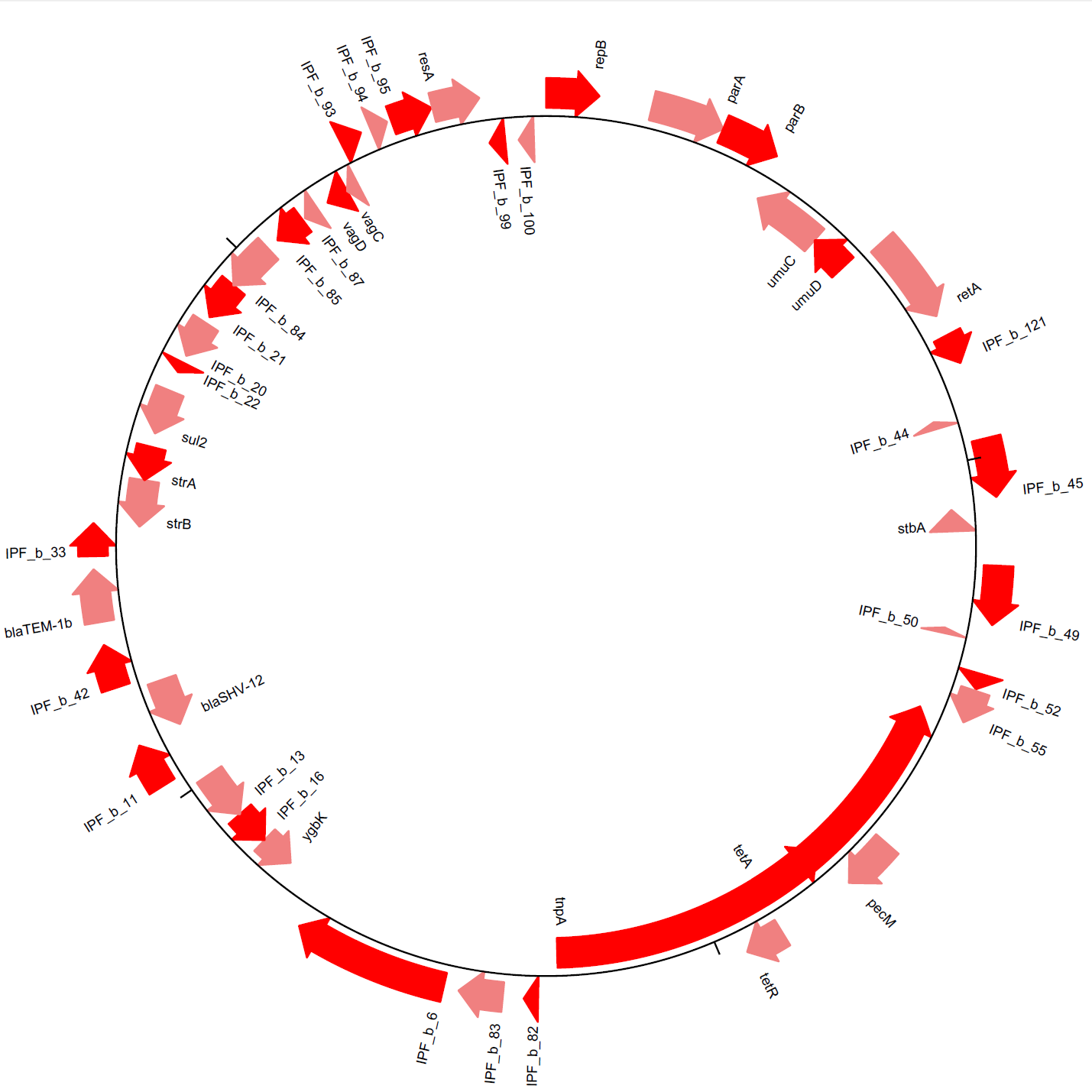
图3：pKPS77质粒上的基因图， 使用Biopython中的GenomeDiagram模块进行可视化

GenomeDiagram模块为Biopython提供了可视化序列的方法。序列可以以线性或圆形形式绘制（参见图 3），并且支持许多输出格式，包括PDF和PNG 。制作轨迹然后向轨迹添加序列特征可以创建图表。通过遍历序列的特征和使用其属性，可以决定是否、如何将其添加到图表的轨迹，且可以对最终图表的外观进行更多控制。可以在不同轨迹之间绘制交叉链接，从而在单个图表中比较多个序列。

### 高分子结构
2003年时Bio.PDB模块被添加到Biopython，它可以从PDB和mmCIF文件加载分子结构，Structure对象是该模块的核心，它以分层方式组织大分子结构：Structure对象包含Model对象，Model对象包含Chain对象，Chain对象包含Residue对象，Residue对象包含Atom对象。无序残基和原子有自己的类， DisorderedResidue和DisorderedAtom ，描述它们的不确定位置。
使用Bio.PDB可以浏览大分子结构文件的各个组成部分，例如检查蛋白质中的每个原子。可以进行常见的分析，例如测量距离或角度、比较残留物以及计算残留物深度。

### 群体遗传学
Bio.PopGen模块增加了对Biopython for Genepop的支持，Genepop是一个用于群体遗传学统计分析的软件包。 这允许分析哈迪-温伯格平衡、连锁不平衡和群体等位基因频率的其他特征。
该模块还可以使用fastsimcoal2程序，利用凝聚态理论进行群体遗传模拟。

### 命令行工具的包装
Biopython的许多模块都包含常用工具的命令行包装器，允许在Biopython中使用这些工具。这些包装器包括BLAST、Clustal、PhyML、EMBOSS和SAMtools。用户可以将通用封装类子类化，以添加对其他命令行工具的支持。